# Hongos gasteroides

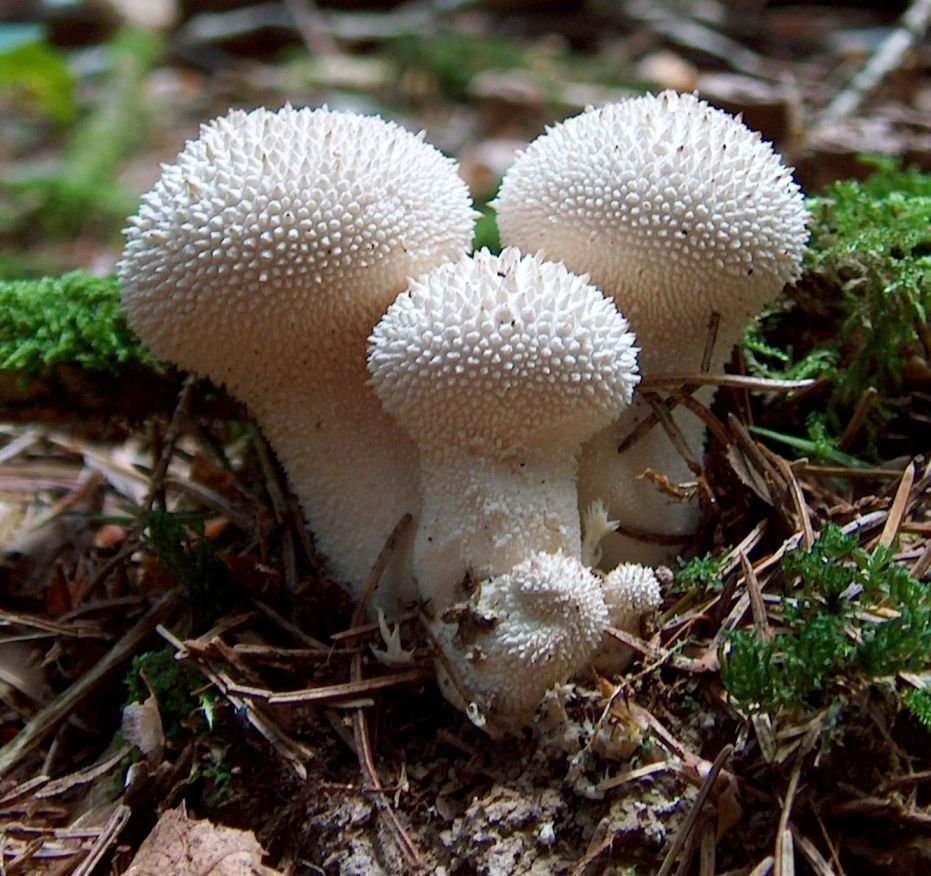
Pedo de lobo, Lycoperdon perlatum, un hongo gasteroide

Los hongos gasteroides son un grupo artificial de hongos de origen polifilético que se encontraban clasificados dentro de la clase Gasteromycetes (en desuso). Las características por las que se agrupaban así son: producir esporas dentro del basidiocarpo.

## Hábitat y distribución

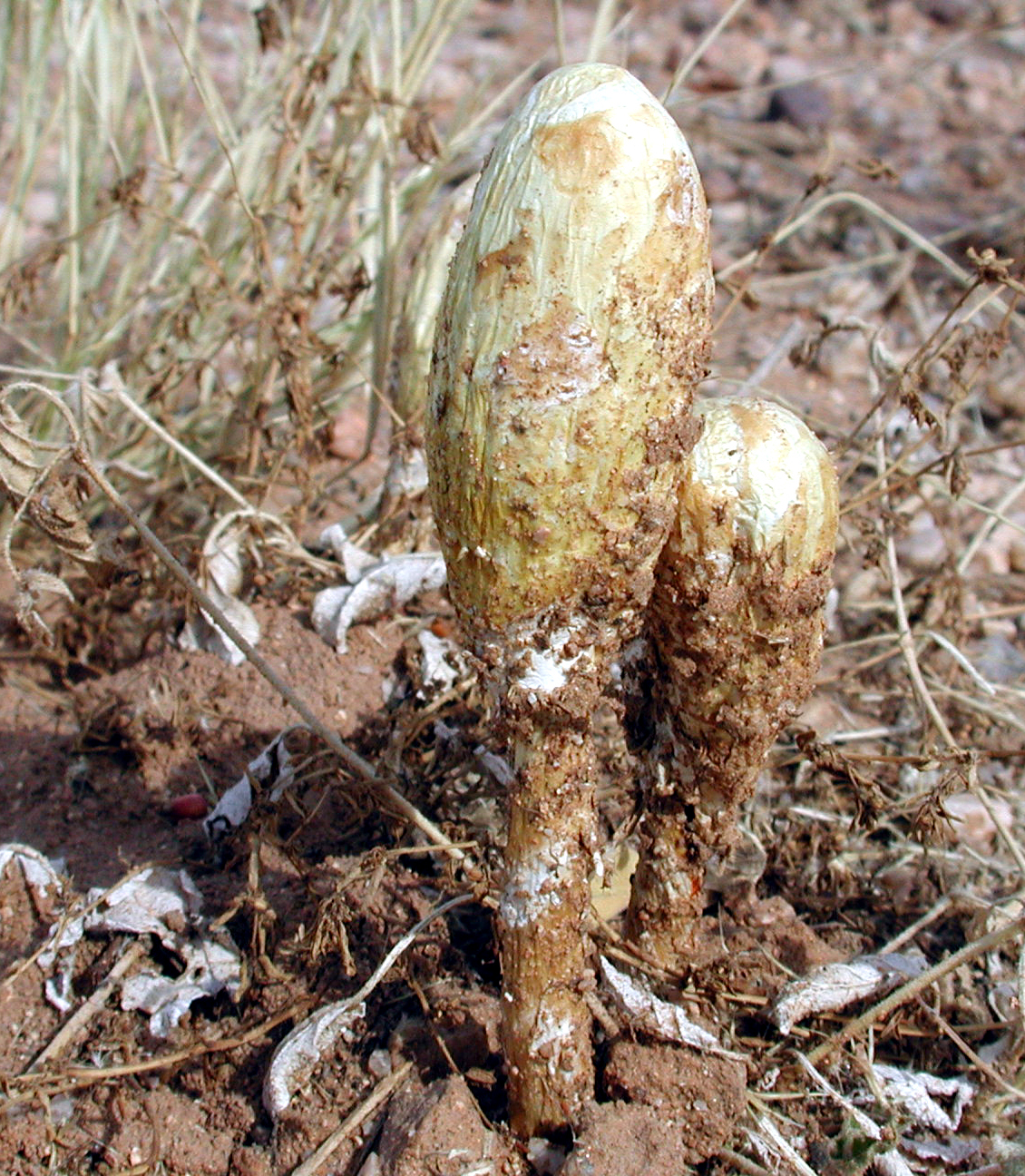
Podaxis pistillaris, un hongo gasteroide adaptado a condiciones áridas.

La mayoría de los hongos gasteroides son saprotróficos y viven de material vegetal muerto, incluida la madera podrida y caída.
Las "bolas de tierra" (especies  Scleroderma), las "bolas de tinte" (especies  Pisolithus) y muchas trufas falsas son ectomicorrizales, formando una relación mutuamente beneficiosa con las raíces de los árboles vivos.
Estas especies son cosmopolitas, pero los "hediondos" (Phallaceae) y sus parientes son muy diversos en los trópicos húmedos.
El producir esporas en un cuerpo fructífero cerrado es una adaptación adecuada para crecer en condiciones áridas. Varios géneros, incluidos Podaxis, Battarrea, Phellorinia y Tulostoma, son típicos de estepas y desiertos, algunos también en dunas de arena en zonas templadas.